# Jef Cassiers
Jef Cassiers (Antwerpen, 10 juli 1929 - aldaar, 1 juni 1987) was een Vlaams acteur, komiek en filmregisseur, vooral bekend als Het Manneke en de Alverman in Johan en de Alverman.

## Biografie
Cassiers groeide op in de Antwerpse wijk Seefhoek en begon succes en bekendheid te krijgen toen hij na de Tweede Wereldoorlog met zijn broer Cois (29 januari 1927 - 22 oktober 1971) optrad als het komische ensemble De Woodpeckers. De 'Woodpeckers' werden vaste gasten in de 'Cyrano' van Anton Peters.
Hij speelde eind jaren 1950 in een reeks Vlaamse komische speelfilms, waarin ook Gaston Berghmans optrad. Tussen 1961 en 1963 was hij dagelijks op de BRT te zien in een reeks slapsticks als Het Manneke. Het Manneke groeide uit tot een populair item. Toen een 'producent van de BRT' (zonder Cassiers' medeweten) de auteursrechten ervan aan een Amerikaanse televisieketen verkocht, raakte hij in financiële moeilijkheden (de 'belastingen' geloofden hem niet!), die hem te veel werden.
Hij kwam er financieel weer bovenop toen hij in de Vlaamse jeugdreeks Johan en de Alverman (1965) de rol van de Alverman voor zijn rekening nam. De rol was oorspronkelijk bedoeld voor Luc Philips, maar omdat die bezet was, ging de rol naar Cassiers. De rol betekende een comeback voor hem en werd, naast De Woodpeckers en Het Manneke, een derde succes in zijn carrière. Later speelde hij Blabber de spion in de televisieserie Midas (1967).
In de jaren 70 werkte hij als realisator bij de toenmalige BRT. Samen met producent Etienne Wijnant maakte hij programma's voor de Dienst Amusement, waaronder specials rond artiesten als Liesbeth List en Hildegard Knef. In 1972 wonnen zij met het programma Baratzeartea met Liesbeth List de Internationale Persprijs en een Eervolle Vermelding van de jury van de twaalfde Gouden Roos van Montreux. Voor het programma Irreversibel met Hildegard Knef kregen zij de Bert Leysenprijs 1974.
Hij regisseerde het jeugdfeuilleton Xenon (1984) en datzelfde jaar ook de eerste Vlaamse tekenfilm: Jan zonder Vrees.
Cassiers overwon een alcoholverslaving. Hij overleed in 1987 aan kanker. Kort daarvoor had hij nog samen met zijn zoon Guy Cassiers opgetreden in een bewerking van 'The Birthday Party' van Harold Pinter.
In 2005 eindigde hij op nr. 223 in de Vlaamse versie van De Grootste Belg, buiten de officiële nominatielijst.